# غوران بوبوف
غوران بوبوف (بالإنجليزية: Goran Popov)‏ (و. 1984  م) هو لاعب كرة قدم، من جمهورية مقدونيا، مركز لعبه هو مُدَافِع.

## روابط خارجية
- غوران بوبوف على موقع الاتحاد الأوربي (الإنجليزية)
- غوران بوبوف على موقع اتحاد أوكرانيا (الإنجليزية)
- غوران بوبوف على موقع قاعدة بيانات كرة القدم.إي يو (الإنجليزية)
- غوران بوبوف على موقع ناشيونال فوتبول تيمز (الإنجليزية)
- غوران بوبوف على موقع Soccerbase.com (لاعب) (الإنجليزية)
- غوران بوبوف على موقع Soccerway.com (الإنجليزية)
- غوران بوبوف على موقع عالم كرة القدم.نت (الإنجليزية)